# Parkville (Pennsylvanie)
Parkville est une census-designated place située dans le comté de York, dans l’État de Pennsylvanie, aux États-Unis. Lors du recensement de 2020, elle compte 8 263 habitants.